# (73404) 2002 LL24
2002 أل أل 24 (ويعرف أيضًا باسم (73404) 2002 أل أل 24 وفق تسمية الكوكب الصغير) (بالإنجليزية: 2002 LL24)‏ هو كويكب ضمن حزام الكويكبات؛ وترتيبه 73404 من حيث الاكتشاف.
اكتُشف هذا الجُرم الفلكي بواسطة جون بروفتون في 9 يونيو 2002.

## وصلات خارجية
- (73404) 2002 LL24 في قاعدة بيانات مختبر الدفع النفاث لأجرام النظام الشمسي الصغيرة

- الاكتشاف · مخطط المدار ·  العناصر المدارية · المعلمات المادية

- (73404) 2002 LL24 على موقع ويكي سكاي: DSS2, SDSS, GALEX, IRAS, Hydrogen α, X-Ray, Astrophoto, Sky Map, Articles and images